# Луник IX
Луник IX (словац. Luník IX, «луник 9») — городская часть (район) города Кошице, административно относящаяся к Кошице II. Находится в центрально-западной части города и граничит с районами Барца, Запад, Мыслава, Переш и Юг.
По национальному составу район почти полностью состоит из цыганского населения. Во многих СМИ Луник IX преподносится как «самое большое цыганское гетто Европы». Существует и нарратив о районе как о «неудачном коммунистическом эксперименте» по сосуществованию цыган и представителей силовых органов (армии и полиции) в одном месте, с чем уже связаны городские легенды среди местного населения.
На момент 2023 года в районе существует множество проблем социально-экономического характера. Много жилых домов находятся в неудовлетворительном состоянии, большая часть их жителей имеет задолженности перед управляющими компаниями или поставщиками коммунальных услуг. Характерна недостаточная доступность для местных жителей здравоохранения и низкая осведомленность населения о здоровом образе жизни. Большая часть местных жителей сталкивается с бытовой дискриминацией и испытывает проблемы с поиском работы.
С момента своего существования район стал противоречивой темой в общественной дискуссии не только на локальном, но и на национальном уровне, а после 1990 года и на международном уровне. Среди главных проблем отмечались асоциальность и неинтегрированность цыганского населения района с остальным городом. Характерной темой стала и дискриминация со стороны остального городского населения и обозначение района как «расового гетто».

## История

### Предыстория: 1918-1948 гг.
В первой половине XX столетия в Кошице цыганское население было сосредоточено в районе Табор (словац. Tábor, «лагерь») на юго-западе исторического ядра города. Уже в 20-х годах чехословацкие чиновники Табор в своих документах называли «цыганским кварталом». В Таборе, помимо цыганского большинства, проживали и другие представители городского населения, включая и чиновников, присланных из Богемии. В 1927 году полицией было подсчитано, что на территории города находилось приблизительно 2 500 цыган, причем зарегистрирована была только половина из них; остальные цыгане предпочитали избегать регистрации в полиции и часто меняли свое место жительства.
Во время Второй мировой войны, после присоединения южной Словакии к Венгрии, цыгане подвергались расовым преследованиям. Кошицкие цыгане удерживались на территории кирпичного завода, где до этого удерживали евреев. Достоверно неизвестно сколько цыган было депортировано с территории города или убито. Некоторые цыгане во время войны начали селиться и за пределами Табора, образовав поселок «из досок и валов» на территории современного Луника IX.
После войны увеличилось количество жалоб местного нецыганского населения на «неадаптированное» поведение цыган и в 1948 году окружной секретариат КПЧ распорядился:

выселить переселившихся цыган, которые не участвуют в трудовом процессе и за счет местных жителей занимаются попрошайничеством и воровством. C гигиенической точки зрения было бы целесообразно, поскольку они живут в скоплениях, и поэтому здоровое подрастающее поколение не будет воспитано, а город только понесет ущерб, потому что район будет охвачен туберкулезом.
Оригинальный текст (словац.)vysťahovať prisťahovaných cigánov, ktorí nie sú zapojení do pracovného procesu a na úkor tu príslušných žobrú a kradnú. I z hygienických dôvodov bolo by účelné, nakoľko bývajú nazhromaždení a i preto zdravý dorast nebude vychovaný, ale len mesto bude mať škodu, lebo štvrť bude ovládať tuberkulóza.

## Социально-экономическая ситуация
На момент 2023 года в районе существует множество проблем социально-экономического характера, среди которых главной является низкий уровень жизни, обусловленный сложной жилищной ситуацией, недостаточным здравоохранением и тяжелой эпидемиологической ситуацией и другими факторами.

### Состояние жилья и коммунальные услуги

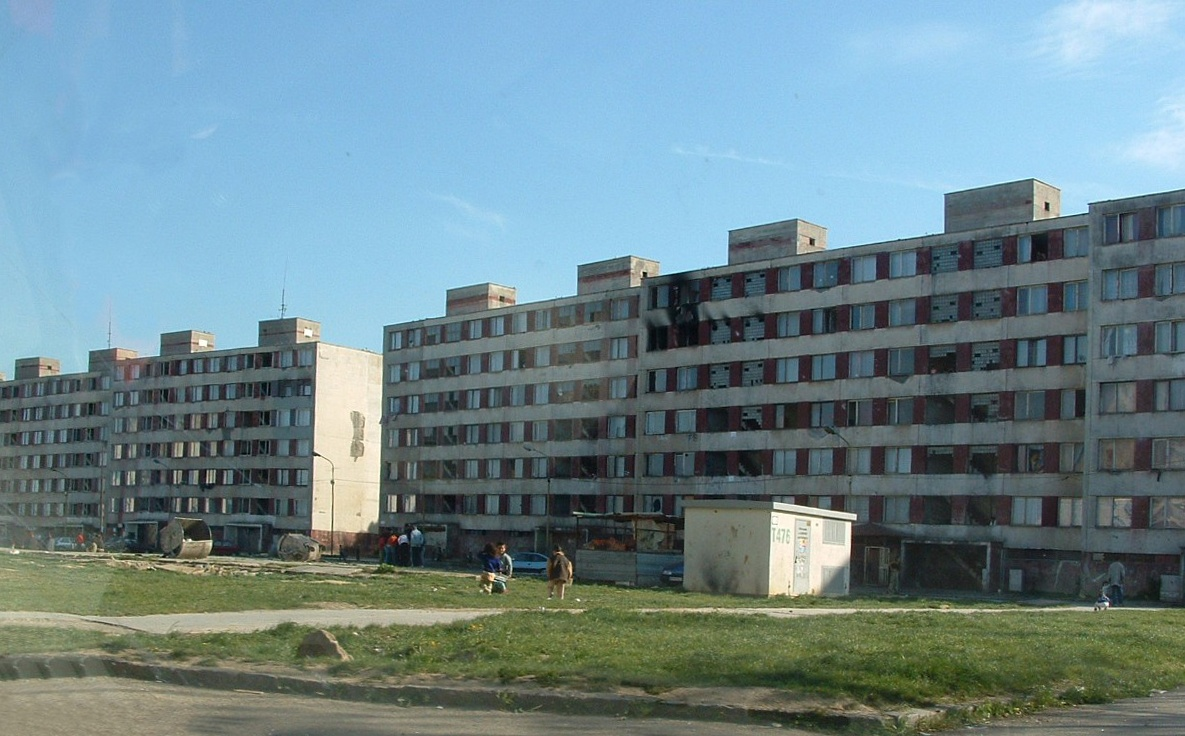
Вид на улицу в 2008 году

Жилье в районе находится в разных состояниях. Существует значительный дефицит квартир при большом населении, что вызывает их переполненность. Много жилых домов находятся в неудовлетворительном состоянии, большая часть их жителей имеет задолженности перед управляющими компаниями или поставщиками коммунальных услуг.
Многие дома и квартиры отключены от электроэнергии из-за неуплат поставщикам. Жители, у которых отключена электроэнергия, получают ее из электрогенераторов, батарей или «по-черному». Центральное отопление и газ недоступны во всех домах, поэтому местные жители прибегают к использованию собственных печей. В некоторых подъездах, ввиду опасности пожаров, использование печей было запрещено. В таких домах жители используют электрические или газовые аналоги. Неудовлетворительно и состояние электросети, что повышает риск аварии.
На территории района действует карточная система по отношению к предоставлению населению электричества и воды. Для обеспечения жителей водой используются также общественные гидранты.
Ввиду аварийного состояния, многие дома сносят и на их месте планируется строительство новых.

### Здравоохранение
Отмечается значительно худшее состояние здоровья цыганского населения по сравнению с остальным городским, причем данные различия в здоровье наблюдаются еще с рождения. Луник IX имеет неудовлетворительные гигиенические и эпидемиологические условия, а его жители малоосведомлены о собственном состоянии здоровья, здоровом образе жизни и здоровой окружающей среде. Лишь некоторые взрослые жители проходят превентивное медицинское обследование. Такая гигиеническая ситуация привела к вспышке в конце 2022 года гепатита.
На территории района с его самого возникновения действует один педиатр. Во время пандемии коронавируса силами армейских врачей было проведено тестирование 21 жителя из примерно 4-х тысяч в 2020 году.